# Grundig
 (juin 2023).
Si vous disposez d'ouvrages ou d'articles de référence ou si vous connaissez des sites web de qualité traitant du thème abordé ici, merci de compléter l'article en donnant les références utiles à sa vérifiabilité et en les liant à la section « Notes et références ».
Grundig Intermedia GmbH est un fabricant d'électronique domestique de loisir et d'électroménager allemand filiale du groupe turc Arçelik. L'entreprise est fondée par Max Grundig (de) à Nuremberg, en Allemagne de l'Ouest, en 1945, peu après la fin de la Seconde Guerre mondiale.

## Historique

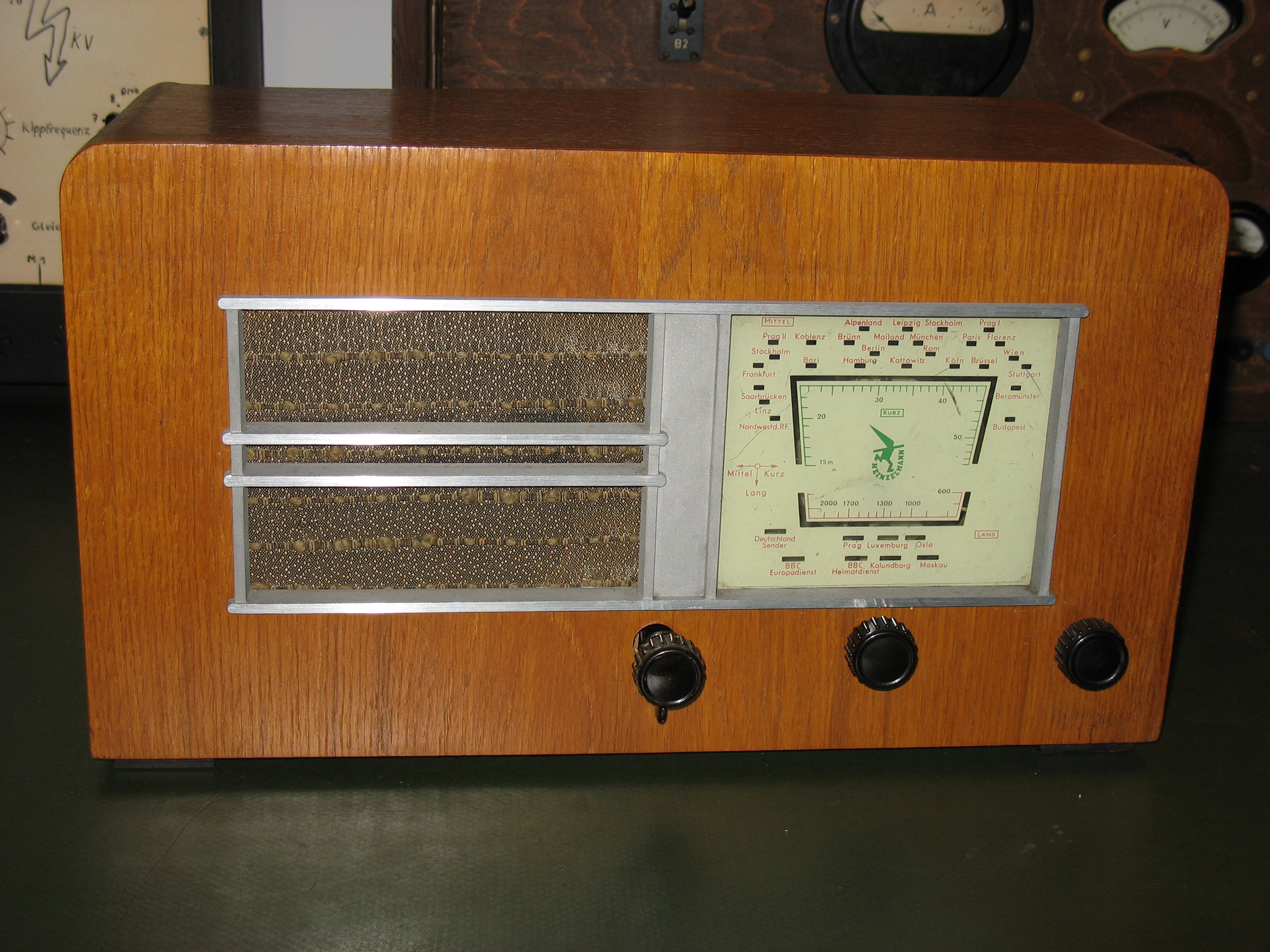
Radio Heinzelmann (1945)

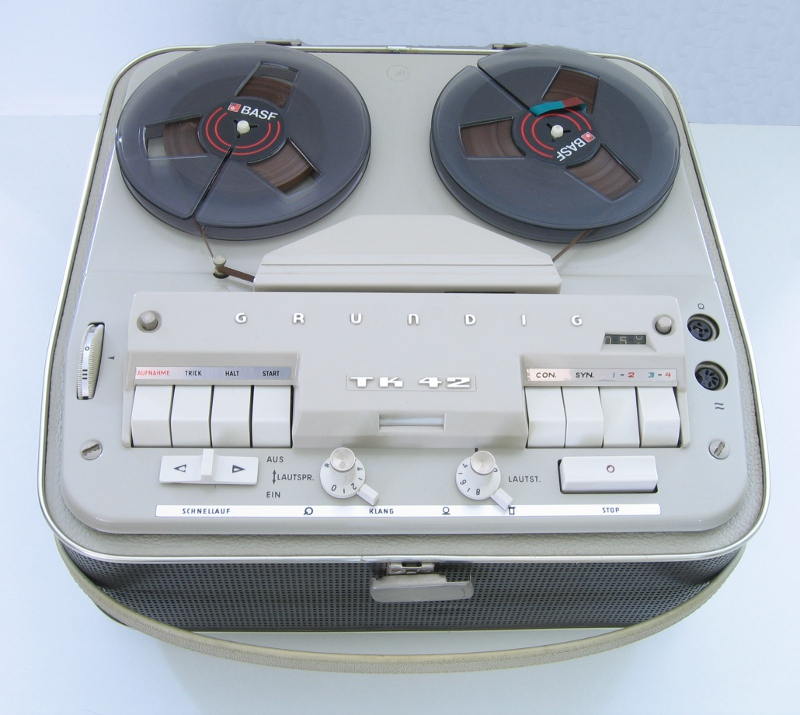
Magnétophone Grundig TK42

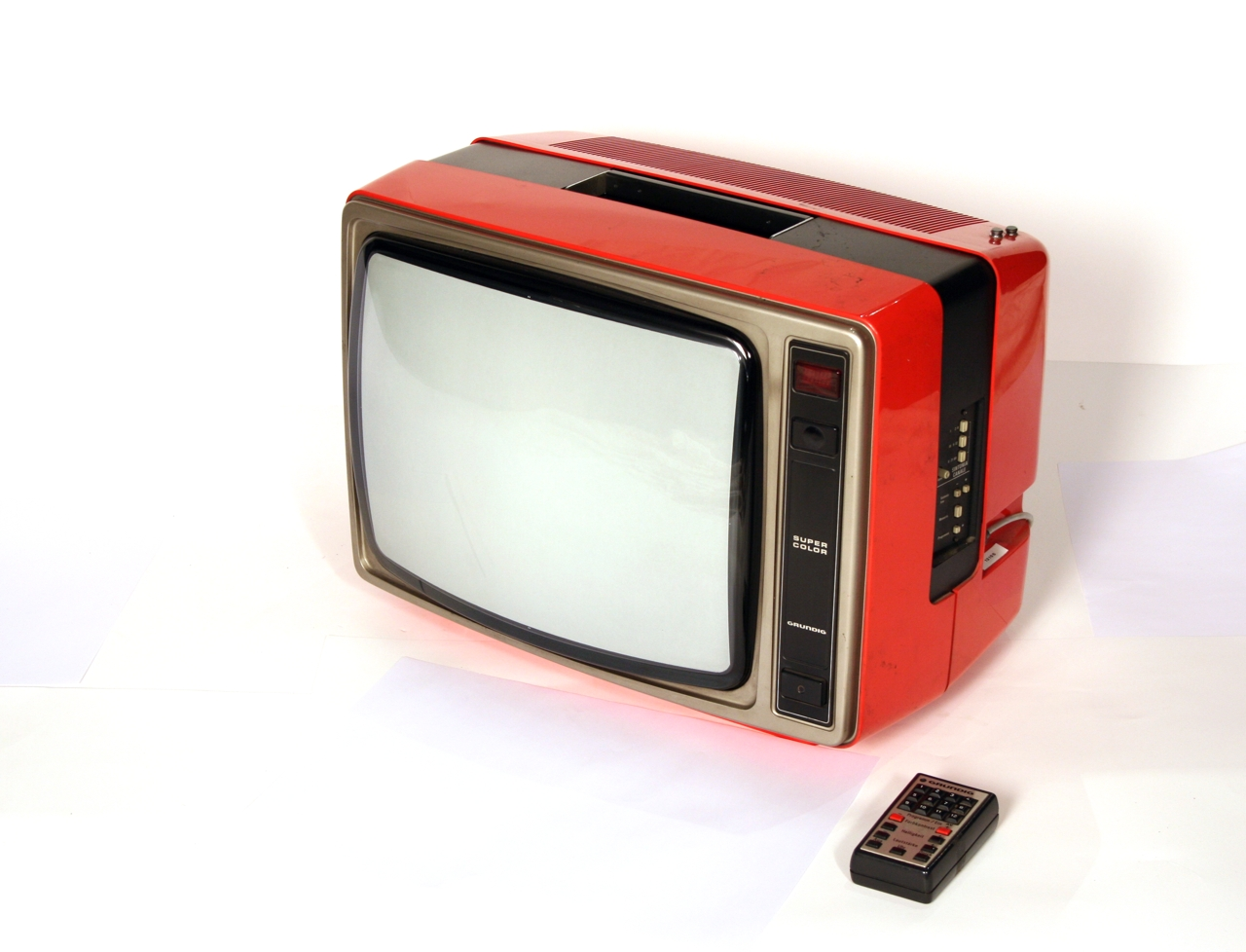
Téléviseur portable couleurs Super Color 1832 IT avec télécommande Telepilot (1981)

1946 : Max Grundig crée la Heinzelmann, une radio avec un seul circuit, pour ondes courtes, moyennes et longues, produite en grande quantité à partir de 1947. Elle est vendue sans ses tubes électroniques, à charge pour l'acheteur de se les procurer lui-même.
1947 : à la suite du succès du « Heinzelmann », construction d'un nouveau site de production. Une usine est établie sur un site qui abritait autrefois une station thermale à Kurgartenstraße.
1953 : le poste de télévision de Grundig, Television Receiver 210, est produit pour 998 marks. Les caractéristiques du poste : une table de télévision avec un écran de 14 pouces.
1957 : Grundig rachète la majorité des actions du fabricant de machines à écrire Triumph à Nuremberg et Adler à Francfort. La plus grande usine du monde de magnétophones est créée à Bayreuth.
1967 : Grundig lance toute une gamme de téléviseurs couleurs sur le marché : T 800 Color, T 1000 Color et T 1200 Color. Le T 1000, par exemple, est construit avec 18 tubes, 23 transistors et 38 diodes. En outre, il change de manière automatique du mode de couleur pour les programmes noir et blanc.
1984 : le groupe néerlandais Philips exprime son intérêt pour Grundig. Max Grundig cède la gestion commerciale de la compagnie.
1989 : le 8 décembre, le fondateur de la compagnie, le Dr Max Grundig, meurt à l'âge de 81 ans.
1997 : Philips se retire de la gestion de Grundig.
2008 : le Turc Koç Holding lance une OPA sur les parts détenues par Alba Radio Ltd. (Royaume-Uni) dans Grundig Multimedia B.V. ; Grundig est alors intégré au groupe Arçelik aux côtés de Beko, Blomberg, Altus, Leisure et Delfy. Le siège de Grundig reste toutefois à Nuremberg.
En 2016, Arçelik lance en France une offre de gros électroménager sous la marque Grundig.